# 梅花村街道
梅花村街道（ばいかそんがいどう）は、広州市越秀区の街道。現行行政地名は梅花村街道福今社区、梅花村街道梅花村社区などの社区15個がある。

## 地理
広州市越秀区の東部に位置している。

## 行政区画
15街道を管轄する。
| 番号 | 社区名     | 番号 | 社区名       |
| ---- | ---------- | ---- | ------------ |
| 01   | 福今社区   | 09   | 中山一社区   |
| 02   | 梅花村社区 | 10   | 東興南社区   |
| 03   | 水均社区   | 11   | 東興中社区   |
| 04   | 共和西社区 | 12   | 梅東社区     |
| 05   | 西元崗社区 | 13   | 東風二社社区 |
| 06   | 共和社区   | 14   | 環市東社区   |
| 07   | 共和東社区 | 15   | 楊箕社区     |
| 08   | 共和苑社区 |      |              |

## 施設

### 交通
・地下鉄の駅：